# Корберон
Корберон (фр. Corberon) насеље је и општина у источном делу централне Француске у региону Бургоња, у департману Златна обала која припада префектури Бон.
По подацима из 2011. године у општини је живело 439 становника, а густина насељености је износила 37,46 становника/km². Општина се простире на површини од 11,72 km². Налази се на средњој надморској висини од 197 метара (максималној 207 m, а минималној 180 m).

## Демографија
| 1962. | 1968. | 1975. | 1982. | 1990. | 1999. | 2011. |
| ----- | ----- | ----- | ----- | ----- | ----- | ----- |
| 238   | 264   | 218   | 251   | 283   | 353   | 439   |

График промене броја становника у току последњих година